# Calathea kappleriana
Calathea kappleriana là một loài thực vật có hoa trong họ Marantaceae. Loài này được Körn. ex Horan. mô tả khoa học đầu tiên năm 1862.